# Galidacris eckardtae
Galidacris eckardtae är en insektsart som först beskrevs av Günther, K. 1940.  Galidacris eckardtae ingår i släktet Galidacris och familjen gräshoppor. Inga underarter finns listade i Catalogue of Life.